# 馬術展館
馬術展館（Equestrian Pavilion）是香港賽馬會為宣傳第二十九屆奧林匹克運動會及第十三屆殘疾人奧林匹克運動會的馬術比賽項目在香港舉行而設立的展覽館，位於香港新界沙田區彭福公園內，於2007年11月4日對外開放，2008年4月30日關閉。
馬術展館為臨時性質，2008年4月30日正式關閉，移交場地予馬術比賽用途。馬會正規劃在馬術比賽結束後，選址興建香港奧林匹克博物館，將馬術展館的展覽內容常設化。

## 展覽內容

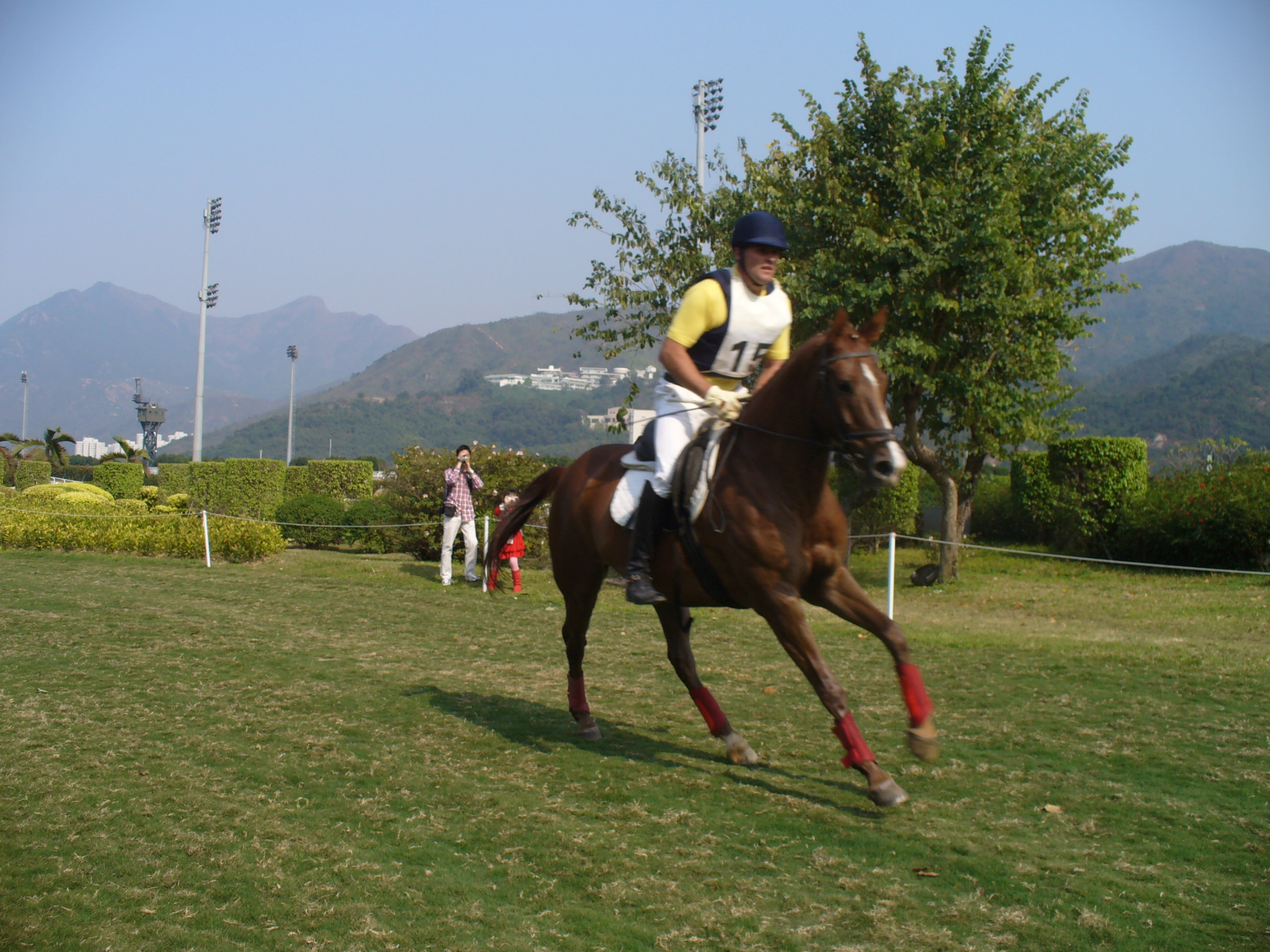
於馬術展館內的馬術示範

常設展覽介紹2008年北京奧運及2008年殘疾奧運馬術項目的籌備及馬術運動。重點展品包括：
- 數碼電子書－可感應參觀者的揭頁動作，記載奧運馬術選址在香港及「好運北京－香港回歸十周年盃」等相關大事
- 幕牆三面睇－三面連接的多媒體設施，播放奧運比賽場地及馬術比賽場地興建過程、香港獲邀主辦奧運馬術項目的有關影片
- 輕鬆互動資料庫－介紹馬會對奧運馬術的貢獻及提供的支援設施等資料
- 環迴影院－120°弧形屏幕，以特別效果播放有關奧運馬術的影片
- 歡樂照相角－參觀者可自行選擇照片背景，現場拍照留念
- 奧運馬房－奧運馬廄的場景，參觀者可為模型馬作參賽前的打扮
- 馬術裝備全接觸－展示馬術運動員服飾及裝備
- 「好運北京－香港回歸十周年盃」使用的跳欄及評分亭

## 未來發展
馬術展館於2008年4月30日閉館之後，彭福公園將移交給馬術比賽作為馬匹練習場地。

### 香港奧林匹克博物館
馬會正籌建香港奧林匹克博物館，以2008年夏季奧林匹克運動會馬術比賽、香港體育發展及奧運精神作為展覽內容。
2008年4月10日，馬會主席陳祖澤與奧林匹克委員會主席羅格簽署《貢獻機構協議》及《合作協議》，馬會將捐贈奧林匹克博物館以支持奧林匹克運動，而國際奧委會將與馬會合作籌建未來的香港奧林匹克博物館。
博物館初步選址沙田，計劃於2010年落成。國際奧委會將借出包括1912年至2004年的奧運入場券，而港協暨奧委會亦已承諾借出2008年夏季奧林匹克運動會香港區火炬接力使用的火炬及聖火盆，以及香港運動員李麗珊使用的滑板及黃金寶的單車，供博物館公開展出。